# Fort San Cristóbal
Fort San Cristóbal (hiszp. Castillo San Cristóbal) – fort w San Juan, stolicy Portoryko. W 1983 roku został wpisany na listę światowego dziedzictwa UNESCO jako część zabytkowej zabudowy miasta San Juan. 
Rolą fortu była obrona San Juan od strony lądowej. Ma powierzchnię 27 akrów otoczony przez sześć połączonych ze sobą bastionów chroniących centralny rdzeń z murami o wysokości 4,5 metra 150 stóp, fosami oraz mostami i tunelami z wieloma pułapkami.